# Amerikaanse strandschelp
De Amerikaanse strandschelp (Mulinia lateralis) is een tweekleppigensoort uit de familie Mactridae. De wetenschappelijke naam van de soort werd gepubliceerd in 1822 door Thomas Say.
De soort komt oorspronkelijk voor in de Westelijke Atlantische Oceaan van de Saint Lawrencebaai tot de Golf van Mexico en de Caraïbische Zee. Begin 2017 is de voor Europa nieuwe soort voor het eerst op verschillende locaties in de Westerschelde, de Noordzee en de Waddenzee ontdekt. Vermoedelijk is de exoot overgebracht met het ballastwater van een schip.
De soort heeft de potentie invasief te worden. Per 7 augustus 2025 staat de Amerikaanse strandschelp op de Unielijst voor invasieve uitheemse soorten.

## Beschrijving
De soort heeft een ietwat bolle driehoekige schelp, met kleppen die dun maar niet bros zijn. De schelp bereikt een afmeting van 15 millimeter bij volwassenheid. De schelp is wit tot geelachtig van kleur en iets glanzend, met concentrische lijnen. De binnenkant van de schelpen is glanzend wit.

## Verspreiding
De Amerikaanse strandschelp komt van nature voor aan de oostkust van Noord-Amerika van New Jersey tot in Mexico. De soort leeft in zand en modder in kustwateren, in zout tot ietwat brak water, en wordt gevonden in estuaria en lagunes. Er kunnen tot 21.000 individuen per vierkante meter gevonden worden. In Nederland zijn exemplaren gevonden in de Westerschelde niet ver van het Verdronken Land van Saeftinghe, aan de Noordzeekant van de Brouwersdam, en in de Waddenzee, waarbij momenteel dichtheden van 6000 stuks per vierkante meter gevonden worden.

## Voedsel
De Amerikaanse strandschelp is een filtervoeder, en het dieet is vooral bacteriën en plankton. Met een sifo wordt water aangezogen, en een tweede weer afgevoerd. De geslachten zijn gescheiden, en het wijfje produceert 2 miljoen eieren per keer, de bevruchting geschiedt uitwendig. De larvae verspreiden zich met het plankton. Het pediveliger-stadium wordt in één tot drie weken bereikt, waarna ze zich vestigen en de metamorfose ondergaan. De juvenielen groeien snel, en zijn binnen twee maanden geslachtsrijp.

## Ecologie
Een aantal dieren voeden zich met de Amerikaanse strandschelp, zoals de drieteenstrandloper, de lachmeeuw en krabben. Ook de zeester Luidia clathrata en de slak Busycon carica zijn vijanden. Van deze natuurlijke vijanden komt enkel de drieteenstrandloper voor in Nederland, in de winter. Het is niet bekend of inheemse krabbensoorten zich met het schelpje kunnen voeden.